# Новая Када
Но́вая Када́ — деревня в Куйтунском районе Иркутской области России. Входит в Усть-Кадинское муниципальное образование.

## География
Находится на правом берегу реки Оки, в 2,5 км к северо-западу от центра сельского поселения, села Усть-Када, в 56 км к северо-востоку от районного центра, пгт Куйтун.

## Население
| 2002 | 2010 | 2011 | 2012 |
| ---- | ---- | ---- | ---- |
| 280  | ↘218 | ↘217 | ↘211 |

По данным Всероссийской переписи, в 2010 году в деревне проживало 218 человек (112 мужчин и 106 женщин).